# Mestverwerking

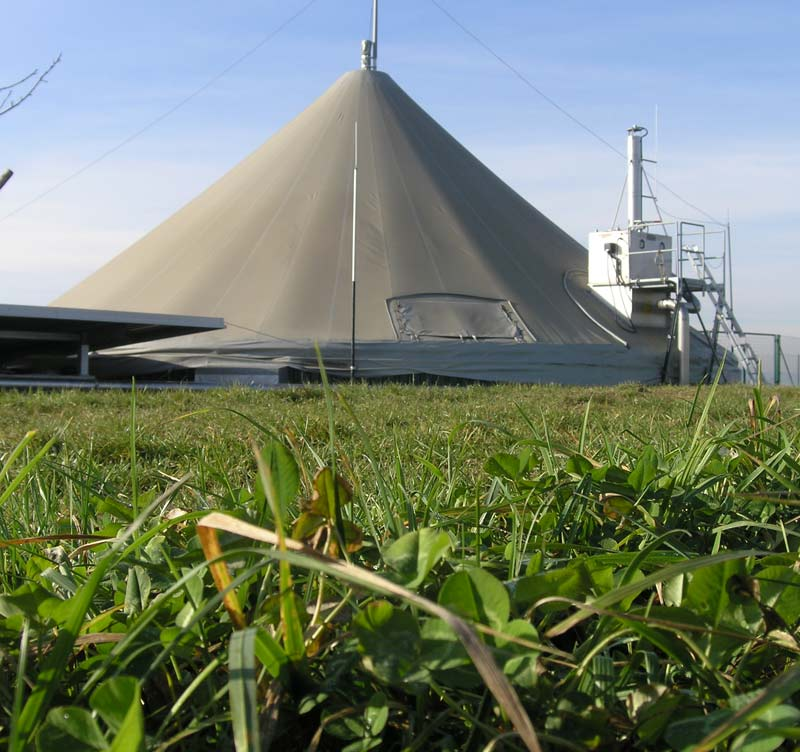
Opslag van het gas van de mestvergister in Güssing Oostenrijk

Mestverwerking is de term die gebruikt wordt voor processen waarbij dierlijke drijfmest wordt verwerkt tot andere producten. Deze mest wordt niet gebruikt voor het bemesten van landbouwgrond.
Men gaat tot mestverwerking over als er een mestoverschot is. Dit teveel aan dierlijke mest wordt verwerkt in bijvoorbeeld mestvergisters. Er zijn ook andere processen mogelijk zoals omgekeerde osmose, mestindroging of verbranding. Volgens de mestwet is mestverwerking nodig om te voorkomen dat de mineralen die in deze mest zitten (waaronder fosfaat, kalium en stikstof) in het milieu terecht komen.
Voorbeelden van mestbewerking zijn:
MestvergistenBij dit proces wordt drijfmest (natte mest) vergist, er ontstaat dan o.a. methaangas en ammoniak.
Omgekeerde osmoseBij omgekeerde osmose wordt de mest eerst door filters geperst, waarna het waterige gedeelte wordt gezuiverd door omgekeerde osmose. Hierbij worden onder andere fosfaat, kalium en stikstof teruggewonnen. De vaste  bestanddelen worden gedroogd.
VerbrandingDe mest wordt in verbrandingsovens verbrand.
In Nederland wordt jaarlijks meer dierlijke mest geproduceerd dan er nodig is voor het bemesten van de landbouwgrond (het mestoverschot). Omdat dit overschot groot is, is men verplicht om deze mest te verwerken zodat de risico's voor de volksgezondheid beperkt blijven. Er zijn twee redenen die mestverwerking noodzakelijk maken:
1. Uit drijfmest komen gassen vrij (waaronder methaan, zwavelwaterstof en ammoniak) die (gezondheids)risico's opleveren voor mens en milieu.
2. Door de intensieve landbouw (met toepassing van kunstmest) is de bodem reeds verzadigd met mineralen, met name fosfaten. Een verdere toename moet afgeremd worden.